# 技術移転機関
技術移転機関（ぎじゅついてんきかん、英: Technology Licensing Organization,TLO）とは、大学等おける技術に関する研究成果（発明や特許等）の民間事業者への技術移転（Technology Licensing）の促進を図ることを主要業務とし、産学連携の仲介役・中核の役割を果たす技術移転事業者のこと。
「大学等における技術に関する研究成果の民間事業者への移転の促進に関する法律」（大学等技術移転促進法、TLO法（経済産業省と文部科学省の所管。1998年に制定・施行。））に基づき事業計画が承認・認定された技術移転事業者を承認・認定TLOといい、特許料等の減免措置を受けることができる。さらに承認TLOは、バイドール特許の譲受け、国立大学法人からの出資、信託業の実施、債務保証、技術移転先企業への出資等も可能となる。
各大学でTLOの設立が相次いだが、経営不振や大学の独立行政法人化などの理由により大学の一部門となったTLOも存在する。
沖縄TLOのように承認・認定を受けていないTLOも存在している。